# Didești
Didești è un comune della Romania di 1 338 abitanti, ubicato nel distretto di Teleorman, nella regione storica della Muntenia.
Il comune è formato dall'unione di 3 villaggi: Didești, Însurăței, Satu Nou.
Didești ha dato i natali allo scrittore e teologo Gala Galaction (1879-1961)